# Narodniki

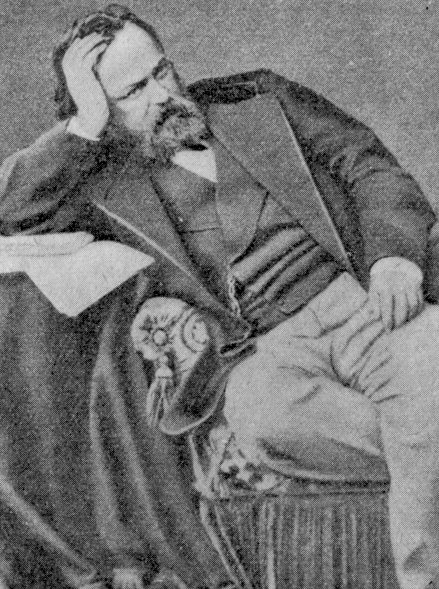
Alexander Herzen

Die Narodniki (russisch народники, [nɐˈrɔdʲnʲɪkʲɪ], Volkstümler, Volksfreunde; Singular Narodnik) waren eine sozialrevolutionäre Bewegung im Russischen Kaiserreich, die in der zweiten Hälfte des 19. Jahrhunderts in Erscheinung trat.
Im Vordergrund dieser Bewegung standen revolutionäre Intellektuelle (vgl. Intelligenzija), die ihre gewohnte Umgebung verließen und als einfache Arbeiter lebten. Sie wollten das einfache Volk über soziale Missstände aufklären. Propagiert wurde die Erneuerung Russlands durch eine Bauernbewegung hin zu einem Sozialismus, in dessen theoretischem Mittelpunkt die Dorfgemeinde (Obschtschina) stand, die durch das Emanzipationsstatut von 1861 (vgl. auch: Große Reformen) noch gestützt worden war. Ein Bauer hatte innerhalb der Gemeinde kein Eigentumsrecht, sondern nur ein Nutzungsrecht, dessen Umfang die Gemeinde festlegte; sein Recht, aus der Gemeinde auszuscheiden, war beschränkt; ein System eines staatlichen Paternalismus diente nicht zuletzt dazu, das System, Steuern einzutreiben, wirksam zu erhalten.
Die Narodniki sahen nun in der Dorfkommune, die die wichtigsten Elemente einer sozialistischen Gesellschaft enthalte, eine Möglichkeit, die Entwicklung zum Kapitalismus zu umgehen und auf direktem Wege den Sozialismus zu erreichen. Trotz der wichtigen Fortschritte des Kapitalismus in der russischen Landwirtschaft nach der Bauernreform von 1861 waren die neuen Strukturen für sie ein künstliches Produkt, das keinen Zusammenhang mit der russischen Geschichte aufwies. Anstatt den langen und qualvollen Prozess der kapitalistischen Entwicklung zu durchlaufen, könnten die russischen Revolutionäre, den Narodniki zufolge, die besonderen historischen Bedingungen Russlands im Interesse der Bauern nutzen, um einen Sozialismus zu gründen.
Im Frühjahr 1874 erfolgte ein spontaner und unorganisierter Aufstand, welcher jedoch niedergeschlagen wurde.
Die bekanntesten Vertreter dieser revolutionären Richtung waren Alexander Iwanowitsch Herzen, Nikolai Gawrilowitsch Tschernyschewski und Pjotr Lawrowitsch Lawrow.
Das Spektrum ihrer Anschauungen reichte von bürgerlich-demokratischer Aufklärung, über Philanthropie bis zum sozialrevolutionären Terrorismus.
Intellektuelle Vertreter suchten auch Kontakt zu Karl Marx (z. B. Wera Iwanowna Sassulitsch); das Scheitern ihrer Kulturrevolution wie ihres Terrorismus führte namentlich Plechanow zur Ablehnung der Narodniki und zur Auffassung, dass die russischen sozialen Probleme nur durch den Marxismus und die Sozialdemokratie zu lösen seien.
Ein Teil der Narodniki bildete 1879 die Geheimgesellschaft Narodnaja Wolja (Volkswille), welche die Ermordung (1881) des Zaren Alexander II. organisierte.
Das heterogene und schwärmerische Denken der Volkstümler beeinflusste den Schriftsteller Lew Tolstoi und war auch die Triebfeder für die Ende 1901/Anfang 1902 gegründete russische Partei der Sozialrevolutionäre. Nach der Februarrevolution 1917 spaltete sich diese Partei: Ihr rechter Flügel wurde Teil der Koalition, die ab Mai 1917 die Provisorische Regierung bildete und stellte ab Juli 1917 mit dem zu ihr gewechselten Alexander Kerenski den Regierungschef, während der linke Flügel nach der Oktoberrevolution zusammen mit den Bolschewiki vom 8. Dezember 1917 bis zum März 1918 regierte, sich aber in Folge gegen die Politik der Bolschewiki wandte, was unter anderem in Attentaten auf den deutschen Botschafter Wilhelm von Mirbach-Harff und auf Lenin gipfelte, um den separaten Friedensvertrag von Brest-Litowsk zu brechen.
Ein letztes Mal tauchte der Begriff und der Geist der Narodniki im September 1918 auf, als sich als Splittergruppe der Linken Sozialrevolutionäre die Partei der Narodnik-Kommunisten gründete, die aber schon zwei Monate später in der Partei der Bolschewiki aufging.